# Clémence Royer
Clémence Augustine Royer (Nantes, 21 aprile 1830 – Neuilly-sur-Seine, 6 febbraio 1902) è stata una filosofa e scienziata francese.
Libera pensatrice, alla fine del XIX secolo è stata una figura importante del femminismo. È a lei che si deve la prima traduzione in lingua francese de L'origine delle specie di Charles Darwin e soprattutto l'introduzione in Francia del darwinismo nel 1862.

## Biografia
Clémence Royer nasce in una famiglia cattolica e legittimista che rinnegherà successivamente. Suo padre, ufficiale realista, è condannato a morte per il suo sostegno alle forze contro-rivoluzionarie: la famiglia si rifugia nel 1832 in Svizzera, dove abita per tre anni sulle rive del lago Lemano, prima di rientrare a Parigi nel 1835. 
All'età di dieci anni, Clémence viene mandata dai genitori in un convento a Le Mans, dove riceve un'educazione religiosa.
Alla morte del padre, all'età di 19 anni, deve guadagnarsi da vivere lavorando come governante. Di formazione autodidatta, approfitta delle biblioteche dei suoi datori di lavoro per leggere voracemente diverse opere di filosofia. Si interessa anche di antropologia, economia politica e biologia. Tra il 1853 e il 1855 insegna francese e musica in Inghilterra, perfezionando allo stesso tempo la sua competenza linguistica in inglese. Nell'estate del 1856, si stabilisce nuovamente in Svizzera, prima a Losanna, poi a Cully, in cui affitta una stanza in una casa di vinai a Praz-Perey. È a Losanna, nella biblioteca dell'Accademia, che intraprende la sua celebre traduzione di Darwin. Nello stesso periodo insegna logica e filosofia, e conosce l'economista Pascal Duprat con cui avrà in seguito una relazione (abiteranno insieme senza essere sposati). Nel 1863, ottiene insieme a Proudhon il primo premio a un concorso indetto sul tema della riforma fiscale.
Nel 1870, è la prima donna ad entrare a far parte della Società di Antropologia di Parigi, fondata undici anni prima da Paul Broca. Vi presenta numerose relazioni e difende accanitamente le sue posizioni anticonvenzionali. Femminista convinta, si impegna a favore dell'istruzione per le donne e per una filosofia popolare: nel 1881, fonda la Società di studi filosofici e morali (Société des études philosophiques et morales), per farne una «scuola mutualista di filosofia». Diffidando dei socialisti utopici, la Royer dichiara: «né utopie né sogni, ma un sapere reale delle cose». Collabora con il Journal des femmes e La Fronde, insieme a Marguerite Durand e a Caroline Rémy de Guebhard, nota come «la grande Séverine». Il suo Corso di filosofia naturale (Cours de philosophie naturelle) è un tentativo, di ispirazione enciclopedica, di realizzare una «sintesi scolastica».
È membro fondatore della prima obbedienza massonica mista, Le Droit Humain.

## Riconoscimenti
Viene decorata con la Legion d'onore il 17 novembre 1900.
Le sono intitolate una via del I arrondissement di Parigi, una via Nantes, un liceo a Fonsorbes e un collegio a Montpellier. Jean-Pierre Vibert ha dato il suo nome alla Rosa Clémence Royer.

## Opere
Clémence Royer ci ha lasciato un corpus di opere ricco e variegato, comprendente studi filosofici, saggi di economia politica, di storia e di preistoria e altri argomenti, tra cui uno studio sulla villosità dell'uomo.
- Clémence Royer, Introduction à la philosophie des femmes: cours donné à Lausanne: leçon d'ouverture, Lausanne, A. Larpin, 1859, 35 p.
- Charles Darwin, De l'origine des espèces ou des lois du progrès chez les êtres organisés, tradotto in francese sulla base della terza edizione con l'autorizzazione dell'autore da Clémence-Auguste Royer, con una prefazione e note del traduttore, Parigi, Guillaumin & Cie, 1862, 712 p.
- Clémence Royer, Les rites funéraires aux époques préhistoriques et leur origine, Parigi, Typographie A. Hennuyer, 1876, 288 p.
- Clémence Royer, «Souvenirs de Suisse», La Semaine littéraire, n. 82, 15 febbraio 1902.